# Schiffneriolejeunea pappeana
Schiffneriolejeunea pappeana là một loài Rêu trong họ Lejeuneaceae. Loài này được (Nees) Gradst. miêu tả khoa học đầu tiên năm 1974.